# Steve Tshwete (gemeente)
Steve Tshwete (officieel Steve Tshwete Local Municipality; vroeger: Middelburg) is een gemeente in het Zuid-Afrikaanse district Nkangala.
Steve Tshwete ligt in de provincie Mpumalanga en telt 229.831 inwoners. De gemeente is vernoemd naar de overleden ANC-politicus Steve Tshwete.

## Hoofdplaatsen
Het nationaal instituut voor de statistiek, Stats SA, deelt sinds de census 2011 deze gemeente in in 13 zogenaamde hoofdplaatsen (main place):
Blinkpan • Hendrina • Hope • Komati • Kranspoort • KwaZamokuhle • Mhluzi • Middelburg • Piet Tlou • Pullens Hope • Rietkuil • Sizanane • Steve Tshwete NU.